# Breviceps montanus
Espèce
Statut de conservation UICN

 LC  : Préoccupation mineure
Breviceps montanus est une espèce d'amphibiens de la famille des Brevicipitidae.

## Répartition
Cette espèce est endémique du Cap-Occidental en Afrique du Sud. Elle se rencontre jusqu'à 1 600 m d'altitude dans l'ouest de la ceinture plissée du Cap et sur la Montagne de la Table.

## Description

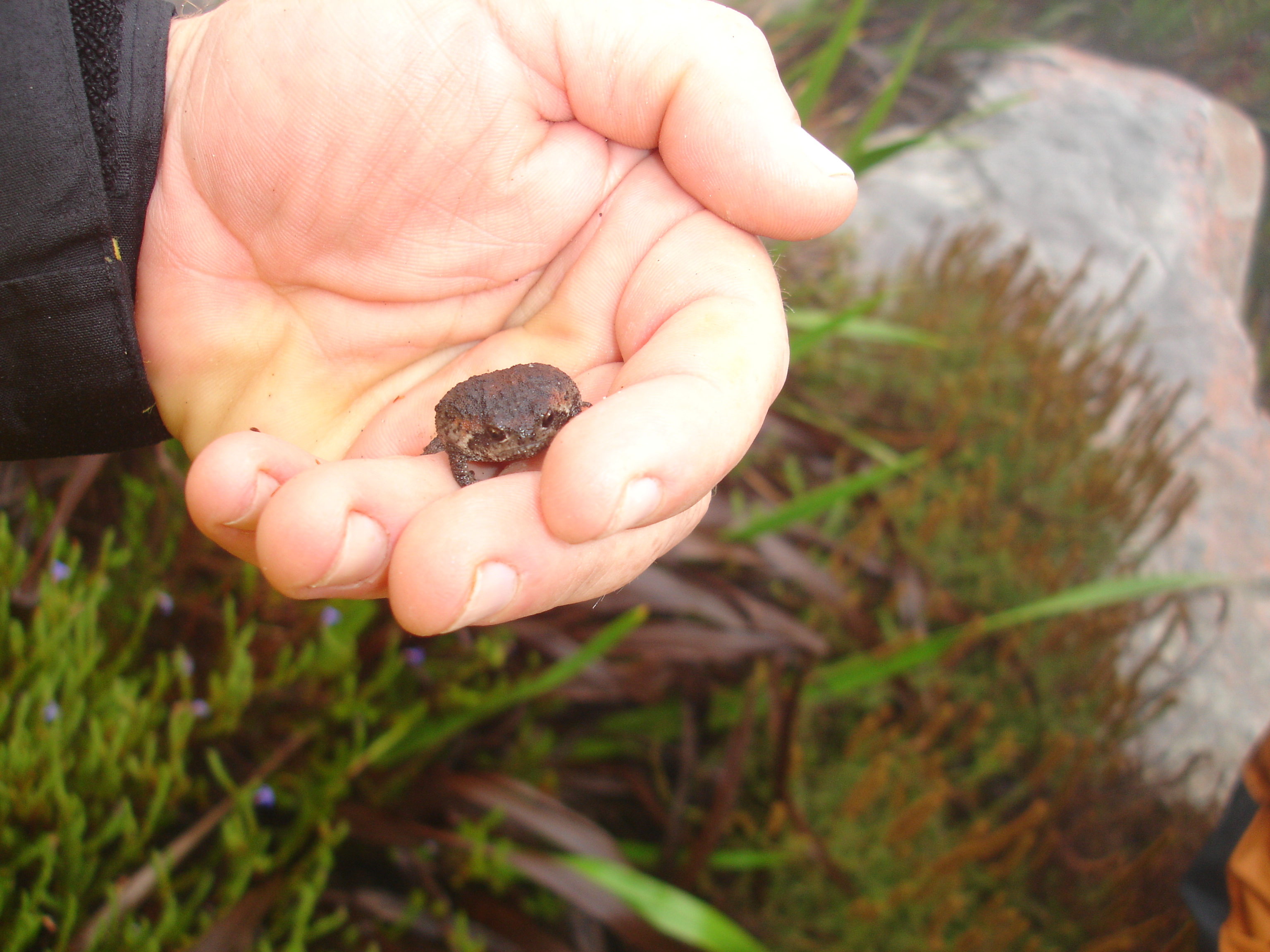
Breviceps montanus

L'holotype de Breviceps montanus mesure 30,5 mm. Cette espèce a la face dorsale noire avec des marques indistinctes gris brunâtre. Sa face ventrale et ses flancs sont ocre sombre.

## Étymologie
Son nom d'espèce lui a été donné en référence au lieu de sa découverte, la montagne de la Table.

## Publication originale
- Power, 1926 : A monographic revision of the genus Breviceps, with distribution records and descriptions of new species. Annals of the South African Museum, vol. 20, p. 451-471 (texte intégral).